# ماكس هومر
ماكس هومر هو سياسي أمريكي، ولد في 20 مايو 1935 في Stowe Township, Pennsylvania ‏ في الولايات المتحدة، وتوفي في 30 أكتوبر 2014. نشط حزبياً في الحزب الديمقراطي. وقد انتخب عضو مجلس نواب بنسيلفانيا ‏.